# Extracción de ARN
La extracción de ARN es la purificación del ARN a partir de muestras biológicas. Este procedimiento se complica por la presencia ubicua de enzimas ribonucleasas en las células y los tejidos, que pueden degradar rápidamente el ARN. En biología molecular se utilizan varios métodos para aislar el ARN de las muestras, el más común de ellos es la extracción con tiocianato de guanidinio y cloroformo. El método de lisis y elución basado en papel de filtro tiene una gran capacidad de rendimiento.
La extracción de ARN en nitrógeno líquido, normalmente utilizando un mortero y una maja (o dispositivos de acero especializados conocidos como pulverizadores de tejidos), también es útil para evitar la actividad de las ribonucleasas.

## Contaminación de ARNasas
La extracción de ARN en los experimentos de biología molecular es muy complicada por la presencia de ARNasas ubicuas y resistentes que degradan las muestras de ARN. Algunas ARNasas pueden ser extremadamente resistentes y su inactivación es difícil en comparación con la neutralización de las ADNasas. Además de las ARNasas celulares que se liberan, hay varias ARNasas que están presentes en el medio ambiente. Las ARNasas han evolucionado para tener muchas funciones extracelulares en varios organismos. Por ejemplo, la ARNasa 7, un miembro de la superfamilia de las ARNasas A, es secretada por la piel humana y sirve como una potente defensa antipatógena. En el caso de estas ARNasas secretadas, la actividad enzimática puede incluso no ser necesaria para la función exaptada de la ARNasa. Por ejemplo, las ARNasas inmunes actúan desestabilizando las membranas celulares de las bacterias.
Para contrarrestar esto, el equipo utilizado para la extracción de ARN suele limpiarse a fondo, se mantiene separado del equipo común de laboratorio y se trata con diversos productos químicos agresivos que destruyen las ARNasas. Por la misma razón, los experimentadores tienen especial cuidado de no dejar que su piel desnuda toque el equipo.